# Qualificazioni al campionato mondiale di calcio 2026 - CAF - girone B
Questa voce raccoglie i risultati delle partite del girone B delle qualificazioni al Campionato mondiale di calcio 2026 per la zona africana.

## Classifica
| Squadra       | Pt | G | V | N | P | GF | GS | DR |
| ------------- | -- | - | - | - | - | -- | -- | -- |
| RD del Congo  | 13 | 6 | 4 | 1 | 1 | 7  | 2  | +5 |
| Senegal       | 12 | 6 | 3 | 3 | 0 | 8  | 1  | +7 |
| Sudan         | 12 | 6 | 3 | 3 | 0 | 8  | 2  | +6 |
| Togo          | 4  | 6 | 0 | 4 | 2 | 4  | 7  | -3 |
| Sudan del Sud | 3  | 6 | 0 | 3 | 3 | 2  | 10 | -8 |
| Mauritania    | 2  | 6 | 0 | 2 | 4 | 2  | 9  | -7 |

## Risultati

### 1ª giornata
| Arbitro: | Elmabrouk Muhammad |

|                        |           |  |
| Wissa 62’ Bongonda 81’ | Marcatori |  |

| Arbitro: | Andofetra Rakotojaona |

|                 |           |            |
| Eisa 17’ (rig.) | Marcatori | 43’ Denkey |

| Arbitro: | Retselisitsoe David Molise |

|                                           |           |  |
| P. Sarr 1’ Mané 6’, 56’ (rig.) Camara 45’ | Marcatori |  |

### 2ª giornata
| Arbitro: | Bamlak Tessema Weyesa |

|                   |           |  |
| Pickel 79’ (aut.) | Marcatori |  |

| Diamniadio 21 novembre 2023, ore 16:00 UTC+0 | Sudan del Sud    | 0 – 0 referto | Mauritania | Stadio Abdoulaye Wade\| Arbitro: \| Patrice Milazare \| |
| Arbitro:                                     | Patrice Milazare |               |            |                                                         |

| Lomé 21 novembre 2023, ore 16:00 UTC+0 | Togo             | 0 – 0 referto | Senegal | Stade de Kégué\| Arbitro: \| Mustapha Ghorbal \| |
| Arbitro:                               | Mustapha Ghorbal |               |         |                                                  |

### 3ª giornata
| Arbitro: | Celso Alvação |

|           |           |                   |
| Narey 61’ | Marcatori | 68’ (aut.) Aholou |

| Arbitro: | Daniel Nii Laryea |

|  |           |                            |
|  | Marcatori | 15’ Terry 29’ (aut.) Abeid |

| Arbitro: | Mutaz Ibrahim |

|               |           |            |
| I. Sarr 45+1’ | Marcatori | 85’ Mayele |

### 4ª giornata
| Arbitro: | Mehrez Malki |

|         |           |  |
| Elia 6’ | Marcatori |  |

| Arbitro: | Samir Guezzaz |

|  |           |            |
|  | Marcatori | 27’ Diallo |

| Arbitro: | Ahmad Heeralall |

|  |           |                                       |
|  | Marcatori | 45+3’ Khedr 51’ Muzmel 78’ Al Gharbal |

### 5ª giornata
| Arbitro: | Celso Alvação |

|                |           |  |
| Bongonda 45+3’ | Marcatori |  |

| Arbitro: | Amin Omar |

|                      |           |                       |
| Klidje 4’ Denkey 69’ | Marcatori | 52’ Koita 55’ Mahmoud |

| Benina 22 marzo 2025, ore 21:00 UTC+2 | Sudan                  | 0 – 0 referto | Senegal | Martyrs of February Stadium\| Arbitro: \| Patrice Tanguy Mebiame \| |
| Arbitro:                              | Patrice Tanguy Mebiame |               |         |                                                                     |

### 6ª giornata
| Arbitro: | Jean Ouattara |

|             |           |             |
| M. Eisa 76’ | Marcatori | 90+8’ Sebit |

| Arbitro: | Peter Waweru |

|                             |           |  |
| P. Sarr 35’ Boma 67’ (aut.) | Marcatori |  |

| Arbitro: | Mohamed Athoumani |

|  |           |                      |
|  | Marcatori | 4’ Pickel 83’ Mayele |

### 7ª giornata
| Giuba 5 settembre 2025, ore 14:00 UTC+2 | Sudan del Sud | – referto | RD del Congo | Stadio Giuba |

| Nouadhibou 5 settembre 2025, ore 19:00 UTC+0 | Mauritania | – referto | Togo | Nouadhibou Municipal Stadium |

| Diamniadio 5 settembre 2025, ore 19:00 UTC+0 | Senegal | – referto | Sudan | Stadio Abdoulaye Wade |

### 8ª giornata
| Kinshasa 9 settembre 2025, ore 17:00 UTC+1 | RD del Congo | – referto | Senegal | Stade des Martyrs |

| Lomé 9 settembre 2025, ore 16:00 UTC+0 | Togo | – referto | Sudan | Stade de Kégué |

| Nouadhibou 9 settembre 2025, ore 19:00 UTC+0 | Mauritania | – referto | Sudan del Sud | Nouadhibou Municipal Stadium |

### 9ª giornata
| Giuba ottobre 2025 | Sudan del Sud | – | Senegal | Stadio Giuba |

| ottobre 2025 | Togo | – | RD del Congo |  |

| ottobre 2025 | Sudan | – | Mauritania |  |

### 10ª giornata
| ottobre 2025 | RD del Congo | – | Sudan |  |

| Giuba ottobre 2025 | Sudan del Sud | – | Togo | Stadio Giuba |

| ottobre 2025 | Senegal | – | Mauritania |  |